# توزیع گوسی نمایی-تغییریافته
در نظریه احتمالات توزیع گوسی نمایی-تغییر یافته (به انگلیسی: exponentially modified Gaussian (EMG) distribution) (یا ExGaussian distribution)  در حقیقت حاصل متغیرهای مستقل  با توزیع نرمال و توزیع نمایی است. 

## تابع چگالی احتمال
توزیع به صورت زیر داده شده است: 
{\displaystyle f(x;\mu ,\sigma ,\lambda )={\frac {\lambda }{2}}e^{{\frac {\lambda }{2}}(2\mu +\lambda \sigma ^{2}-2x)}\operatorname {erfc} ({\frac {\mu +\lambda \sigma ^{2}-x}{{\sqrt {2}}\sigma }})}

## همچنین ببینید
- توزیع لاپلاس-نرمال